# Apanteles gobustanicus
Apanteles gobustanicus är en stekelart som beskrevs av Kotenko 1986. Apanteles gobustanicus ingår i släktet Apanteles och familjen bracksteklar. Inga underarter finns listade i Catalogue of Life.